# نقطه فروپاشی (فیلم ۲۰۰۹)
نقطه فروپاشی (انگلیسی: Breaking Point) یک فیلم اَکشن و دلهره‌آور آمریکایی است که در سال ۲۰۰۹ منتشر شد.

## بازیگران
- تام برنگر
- باستا رایمز
- آرماند آسانته
- موستا واندر
- فرانکی فیزن
- استیکی فینگاز